# Alice Masaryková

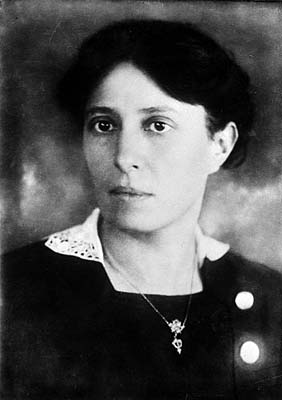
Foto von Alice Masaryková

Alice Garrigue Masaryková, auch Alice Masaryk (* 3. Mai 1879 in Wien; † 29. November 1966 in Chicago), war eine Soziologin und Tochter des Mitbegründers und ersten Staatspräsidenten der Tschechoslowakei, Tomáš Garrigue Masaryk.

## Leben

### Kindheit
Alice Masaryková wurde in Wien geboren und war das erste von vier Kindern des Ehepaares Tomáš Garrigue Masaryk und der US-Amerikanerin Charlotte Garrigue. Ihre Geschwister waren Herbert, Olga, Eleanor und Jan Masaryk. In ihren Memoiren beschreibt Alice Masaryková ihre Kindheit als glücklich und erzählt außerdem von ihrem besonderen Interesse für Sprachen, Religion und das Lesen im Allgemeinen.
Als Masaryková drei Jahre alt war, übersiedelte die Familie nach Prag. Sie begann ihre Schulbildung im Jahr 1886 und besuchte zuletzt das Mädchengymnasium Minerva.

### Studium
Danach studierte sie Medizin an der Karls-Universität. Sie war sich des Privilegs bewusst, dass sie als eine der wenigen Frauen für ein Universitätsstudium zugelassen wurde. Dennoch brach sie das Medizinstudium ab und wechselte zu den Studienfächern Geschichte, Soziologie und Philosophie. 
Für eine Vertiefung ihrer universitären Ausbildung und wegen der Recherchen für ihre Promotionsarbeit, lebte Masaryková in London, Leipzig und Berlin (1901–1902). Am 23. Juni 1903 erhielt sie ihren Doktortitel.
Zwischen 1904 und 1905 hielt Masaryková sich einer Einladung folgend an der University of Chicago Social Settlement (UCSS) auf. Dort machte sie Bekanntschaft mit Julia Lathrop, Mary McDowell und Jane Addams. So sagte sie:

„Ich hatte solches Glück, dass ich genau dann nach Chicago kam, als die moderne Sozialarbeit in Amerika ihren Ursprung nahm. Ich durfte großartige Frauen kennenlernen, die als erste die Notwendigkeit einer gesunden Amerikanisierung sahen.[…] Mein Besuch in Chicago überzeugte mich davon, dass 3 Dinge die Sozialarbeit bereichern: spirituelles Bewusstsein, gute Bildung und eine Hingabe zur fleißigen Arbeit.“

Nach ihrer Rückkehr nach Böhmen arbeitete Masaryková von 1905 bis 1910 als Lehrerin an einem Gymnasium in Budweis, wo sie Erdkunde und Geschichte unterrichtete. 1910 kehrte sie nach Prag zurück und arbeitete bis 1914 an einer anderen Schule.
1911 war Masaryková Mitbegründerin der soziologischen Abteilung an der Karls-Universität. Diese beruhte auf einer Reihe von Vorlesungen mit dem Fokus auf soziale Probleme wie zum Beispiel die Wohn- und Arbeitssituation von Industriearbeitern, Alkoholismus und Geschlechtskrankheiten. Laut einer engen Vertrauten Masarykovás, der Biologin Anna Berkovcová, war sie der Überzeugung, dass jeder Student – ob zukünftiger Rechtsanwalt, Doktor, Theologe oder Lehrer – in Soziologie bewandert sein sollte, damit er oder sie das spätere Berufsumfeld besser verstehen könne.

### Beruf und Politik
Die Rolle, die der Vater Tomáš Garrigue Masaryk bei der Gründung des eigenständigen tschechoslowakischen Staates spielte, beeinflusste Alice Masaryks Leben und Wirken. So wurde sie 1915 für 8 Monate in einem Gefängnis in Wien inhaftiert. Ihr wurde vorgeworfen, die politischen Schriften ihres Vaters aufzubewahren, während sich dieser im Exil befand. Überlegungen einer Hinrichtung wurden erst verworfen und Alice Masaryk in die Freiheit entlassen, nachdem die USA Einfluss auf die österreichische Regierung ausgeübt hatte. Dieser Einfluss, der zur Rettung Masarykovás verholfen hatte, begründete sich in der öffentlichen Unterstützung, welche sie bei amerikanischen Soziologinnen und anderen berühmten Persönlichkeiten, wie zum Beispiel Julia Lathrop, Jane Addams und Mary McDowell fand.
Nach ihrer Inhaftierung im Jahr 1915 war es Masaryková nicht erlaubt, ihren Beruf als Lehrerin weiterhin auszuüben. Die Schließung der soziologischen Abteilung mit dem Beginn des Ersten Weltkrieges führte dazu, dass sie private Vorlesungen in Soziologie für Studenten von ihrem Zuhause aus anbot. 1918 gründete sie zusammen mit ihrer Kollegin Berkovcová die erste Schule für Soziale Arbeit in der Tschechoslowakei. Masarykovás Überlegungen zu der Gründung der Schule wurden von Berkovcová überliefert, welche sagte, dass sich die sozialen Probleme zum Ende des Krieges hin vervielfacht hätten und Masaryková erkannte, dass diese Probleme zu lange ignoriert worden waren und die Almosengabe als Fürsorge nicht länger genügte. Sie war überzeugt, dass eine neue Republik, an deren Gründung ihr Vater arbeitete, ein gut organisiertes Sozialhilfeprogramm benötigte. Sie sagte, dass eine Demokratie nur dann gut funktionieren könne, wenn ihre soziale Fürsorge auf handfesten sozialen Grundstrukturen basiere. Daher empfand sie die Ausbildung von gut geschulten Sozialarbeitern von höchster Bedeutung. Die Schule orientierte sich vorrangig an der Soziologie, die von Jane Addams und George Herbert Mead an der University of Chicago begründet wurde. Masaryková und Berkovcová gelten heute als die Begründerinnen der tschechischen Sozialarbeit.
Nach der Staatsgründung war Masaryková eine der ersten Frauen, die 1919 einen Posten im Parlament der am 28. Oktober 1918 neu gegründeten Tschechoslowakei einnahm. Am 6. Februar 1919 wurde sie Präsidentin des Tschechoslowakischen Roten Kreuzes. Sie behielt diese Position bis zur Invasion NS-Deutschlands 1938. In ihrer Rolle als Präsidentin war es ihr möglich, das Sozialhilfesystem grundlegend zu verändern. So wurden zum Beispiel Polikliniken oder auch Suppenküchen für sozial schwache Personen eingerichtet. Sie engagierte sich auch als Vizepräsidentin der Abstinenzliga gegen Alkoholismus.
Als ihre Mutter Charlotte 1923 starb, übernahm Masaryková die Rolle einer politischen Repräsentantin an der Seite ihres Vaters und wurde gemeinhin als First Lady des neuen Staates verstanden. Sie betreute auch den Umbau der Prager Burg und deren Gärten  durch den slowenischen Architekten Jože Plečnik.
Im Jahr 1926 geriet Alice Masaryk ins Kreuzfeuer der nationalsozialistischen Presse. Ihr wurde vorgeworfen, während eines gemeinsamen Ausflugs mit Hedwig Tusar-Taxis, der Witwe von Vlastimil Tusar, einen Damensattel aus dem Schloss Konopiště gestohlen zu haben.
1928 war Masaryková die Präsidentin des ersten internationalen Kongresses zur Sozialen Arbeit (First International Conference of Social Work) und hielt bei einer folgenden Veranstaltung 1939 eine Rede, welche ihre politische Einstellung skizziert. So sagte sie, dass eine Notwendigkeit für jedes Land besteht nach Freiheit, Gleichheit und Brüderlichkeit zu streben, um eine demokratische Einheit aller Menschen zu schaffen. Sie war überzeugt, dass eine Demokratie, welche wahrhaftig am Wohlergehen aller Menschen interessiert ist, ökonomisch beständiger und politisch humaner wäre. Masaryková unterstützte ebenso wie ihr Vater aktiv akademische Frauennetzwerke. Tomáš Masaryk zum Beispiel leistete finanzielle Starthilfe für ein Projekt einer internationalen Organisation von Frauen der International Federation of University Women (IFUW).

### Emigration
Nach der deutschen Okkupation der Tschechoslowakei floh Masaryková zunächst in die Schweiz, dann in die USA. Sie folgte einer erneuten Einladung der Universität Chicago. Dort übernahm sie eine kurzlebige Vorlesungsreihe ihres Bruders Jan Masaryk zur sozialen Situation der Tschechoslowakei. Aufgrund mehrerer traumatischer Erlebnisse verbrachte sie die Jahre von 1940 bis 1945 in psychiatrischer Behandlung, bevor sie zum Ende des Zweiten Weltkrieges nach Prag zurückkehrte. Dort wurde sie 1948 mit dem Tod ihres Bruders Jan konfrontiert, welcher zu der Zeit die Position des Außenministers bekleidete. Die Umstände seines Todes sind weithin ungeklärt.

Masaryková blieb jedoch nicht lange, da die Machtübernahme durch die Kommunisten 1948 sie abermals zur Emigration zwang. Sie verbrachte den Rest ihres Lebens in den USA, wo sie politisch aktiv blieb. Von 1950 bis 1954 sprach sie regelmäßig im Rundfunksender Radio Free Europe, um die in der Tschechoslowakei Verbliebenen in ihrem Kampf für Demokratie zu unterstützen.

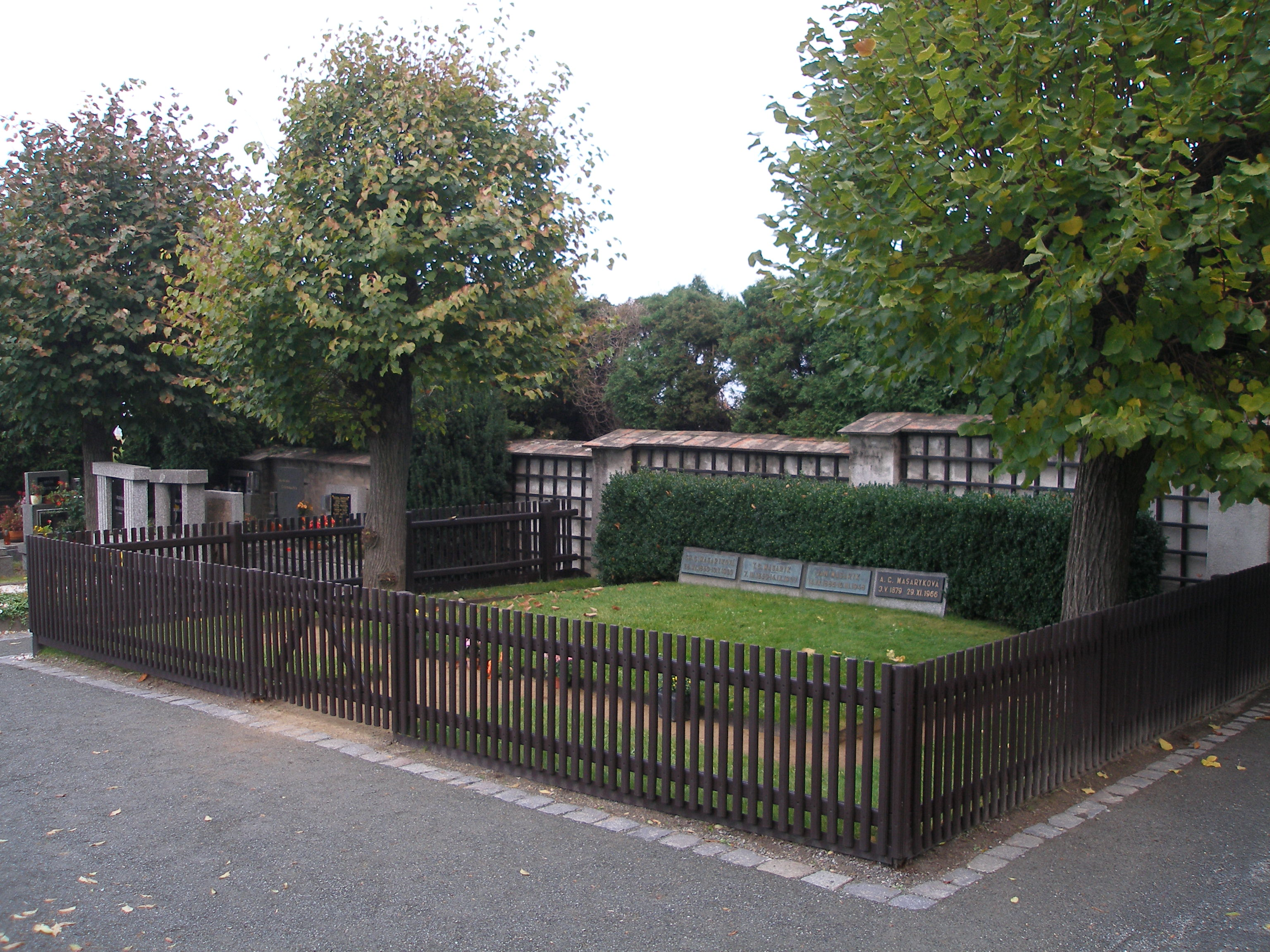
Grabstätte der Familie Masaryk auf dem Dorffriedhof von Lány

Alice Masaryková starb am 29. November 1966 in Chicago. Ihre Urne wurde 1994 neben ihren Eltern auf dem Dorffriedhof von Lány u Rakovníka beigesetzt, wo auch ihr 1948 verstorbener Bruder Jan Masaryk bestattet ist.

## Werke
- The Bohemian in Chicago, in: Charities and the Commons (1904), 13, S. 206–210.
- Foreword, in Mary E. Hurlbutt (ed.) (1920a) Social Survey of Prague, Band 3, Prague: Ministry of Welfare, S. 7–8.
- From an Austrian Prison, in: The Atlantic Monthly (1920b), 126, S. 577–587.
- The Prison House, in The Atlantic Monthly (1920c), 126, S. 770–779.
- A Message from Alice Masaryk, in: The Survey(1921a), 46, S. 333.
- The Program of the Czechoslovak Red Cross after 18 months, in: Revue Internationale de la Croix-Rouge (1921b), S. 736–739.
- Help for Russia, in: Revue Internationale de la Croix-Rouge (1921c), S. 863–864.
- The Bond Between Us, in Proceedings of the National Conference of Social Work (1939), New York, Columbia University Press, S. 69–74.